# Осада Сараева
Осада Сараева (босн. и хорв. Opsada Sarajeva, серб. Опсада Сарајева) — осада в течение почти четырёх лет столицы Республики Босния и Герцеговина сначала подразделениями Югославской народной армии, а затем Армией Республики Сербской. Осада началась 5 апреля 1992 года и закончилась снятием осады 29 февраля 1996 года согласно Дейтонским соглашениям.

## Предыстория
По последней довоенной переписи населения Боснии и Герцеговины мусульман было 1 905 829 человек (43,7 %), сербов — 1 369 258 человек (31,4 %), хорватов — 755 892 человека (17,3 %). Из 106 общин БиГ мусульмане составляли большинство в 35 общинах, в основном в центральной Боснии, а сербы — в 32 западных и восточных общинах республики. Хорваты составляли большинство на юге БиГ и в некоторых центральных общинах. Около 240 тысяч жителей БиГ самоопределились как «югославы». Большинство из них были сербами или детьми от смешанных браков. В 1991 году 27 % заключённых браков были смешанными. По площади занимаемой территории сербы опережали другие боснийские народы. Они представляли абсолютное большинство населения на 53,3 % территории БиГ.
18 ноября 1990 года в республике прошли первые многопартийные выборы. Большинство мест в Скупщине (86) получила мусульманская Партия демократического действия, затем следовали Сербская демократическая партия (72) и местное Хорватское демократическое содружество (44). Результаты выборов продемонстрировали четкое разделение по национальному признаку задолго до начала боевых действий.
После выборов было сформировано коалиционное руководство, представлявшее все три национальные партии. Лидер ПДД Изетбегович стал председателем Президиума БиГ. Премьер-министром стал хорват Юре Пеливан. Спикером Скупщины стал серб Момчило Краишник. Однако сотрудничества партий в правительстве и парламенте достичь не удалось. Уже на первом заседании Скупщины проявилось разделение депутатов по национальному признаку, а затем начала складываться мусульмано-хорватская коалиция. Она вынесла на обсуждение Декларацию о независимости республики, а Сербская демократическая партия в ответ начала объединять общины с большинством сербского населения.
12 октября парламент Боснии и Герцеговины без ведома сербских депутатов принял «Меморандум о суверенитете Боснии и Герцеговины» простым большинством голосов. Сербы и хорваты в БиГ определялись как национальные меньшинства. Это дало импульс автономизации сербских областей. Была созвана Скупщина боснийских сербов и проведён плебисцит, на котором 9 ноября 1991 года сербы высказались за объединение с Сербской Краиной, Сербией и Черногорией, то есть за создание обновлённого югославского государства. Руководство Боснии назвало сербский плебисцит незаконным и настаивало на независимой и унитарной стране. Однако тогда же о создании своего гос. образования — Герцег-Босны высказались боснийские хорваты, что углубило процесс территориального размежевания в республике.
9 января 1992 года Скупщина боснийских сербов провозгласила создание Республики Сербской Боснии и Герцеговины как федеративной единицы СФРЮ. 24 марта сербы сформировали правительство, парламент и президиум. 27 марта была принята Конституция Республики Сербской. Тогда же ими было выдвинуто предложение реформировать Боснию и Герцеговину в конфедеративную республику трёх равноправных народов.
25 января 1992 года Скупщина БиГ приняла решение провести референдум о суверенитете и независимости республики. Сербская фракция в Скупщине в знак протеста покинула зал заседаний. Референдум прошёл 1 марта 1992 года, на нём проголосовало 63,4 % избирателей (2 073 932 человека), из них 62,68 % проголосовали за независимость. В тот же день властями БиГ был провозглашён суверенитет, в ЕС была отправлена просьба о признании.
Согласно переписи населения 1991 года, в Сараеве проживали 527 049 человек. Из них боснийские мусульмане составляли 49,2 %, сербы — 29,8 %, югославы — 10,7 %, хорваты — 6,6 %.

## Силы и позиции сторон

### Сербы
Отряды боснийских сербов первоначально строились на основе подразделений республиканской Территориальной обороны. В населённых пунктах, где большинство составляли сербы, Сербская демократическая партия взяла ТО под контроль, создавая так называемые «Кризисные штабы». После вывода Югославской народной армии из Боснии часть её вооружения была передана Республике Сербской. В рядах созданного тогда же Войска Республики Сербской оставались служить те солдаты ЮНА, которые были призваны из Боснии и Герцеговины и были сербами по национальности.
Основу армии боснийских сербов в районе Сараева составлял Сараевско-Романийский корпус, который был сформирован по приказанию Главного Штаба ВРС 22 мая 1992 года на основе подразделений бывшего 4-го корпуса 2-й Военной области ЮНА. Он насчитывал 15 000 человек, до 80 танков, 72 артиллерийских орудия, 12 ракетных установок, несколько сотен миномётов. В начале боевого пути корпус возглавлял генерал-майор Томислав Шипчич. 10 сентября 1992 года его заменил полковник Станислав Галич, произведённый в генерал-майоры. 10 августа корпус возглавил генерал Драгомир Милошевич.
В составе сербских войск в районе Сараева воевали русские добровольческие отряды. РДО-2 воевал весной — летом 1993 года, РДО-3 — с осени 1993 по сентябрь 1994 года, а затем русские, украинские и другие добровольцы продолжили участие в боевых действиях в составе ударного отряда Сараевско-Романийского корпуса «Белые волки».
По оценкам экспертов ООН, нехватка личного состава вынудила боснийских сербов выбрать тактику ослабления обороны города путём постоянных обстрелов с окрестных гор и холмов.
В Сараеве и его пригородах сербы контролировали части девяти общин с преимущественно сербским населением — Илиджа, Илияш, Хаджичи, Райловац, Вогошча, Стари-Град, Центар, Ново-Сараево и Трново. Эта часть города именовалась «Сербское Сараево», в ней проживало около 120 000 человек.

### Мусульмане и хорваты
Вооружённые силы мусульман и хорватов в Сараеве в начале боев были представлены отрядами «Патриотической лиги» (10 000 человек) и подконтрольными им формированиями Территориальной обороны и теми силами республиканского МВД, которые состояли из мусульман и хорватов. Проживавшие в городе хорваты сформировали свою бригаду под названием «Король Твртко», которая осенью 1993 года стала частью 1-го корпуса мусульманской армии. При этом, по утверждениям западных исследователей, после начала мусульмано-хорватского конфликта в 1992 году хорватские силы в окрестностях Сараева сотрудничали с сербами и воевали против мусульманской армии.
С начала боев и до августа 1992 года мусульманские силы в городе были организованы в несколько бригад, организованных по территориальному принципу. В августе подконтрольные правительству в Сараеве силы прошли реорганизацию. На территории столицы боснийских мусульман они были организованы в 1-й корпус, включающий в себя пехотные, моторизованные и горные бригады. На протяжении существования корпуса им командовали Мустафа Хайрулахович, бригадный генерал Вахид Каравелич и бригадир Неджад Айнаджич. Корпус насчитывал от 34 500 до 40 500 человек с небольшим количеством тяжёлого вооружения.
По сербским данным, мусульмано-хорватские силы в Сараеве имели на вооружении 108 зенитных пулемётов калибра 12,7-мм и 14,5-мм, 48 зенитных орудий калибра 20-мм, 16 орудий калибра 30-мм, 14 орудий калибра 37-мм, 18 орудий калибра 40-мм, 83 60-мм миномёта, 51 82-мм миномёт, 38 120-мм миномётов, 8 122-м гаубиц, 18 105-мм гаубиц, 11 БТР, 3 танка, 14 орудий ЗИС, 12 горных орудий, 108 ПЗРК «Стингер» и «Стрела-2М».
Вплоть до осени 1993 года в рядах мусульманской армии в Сараеве воевали несколько военизированных криминальных групп, возглавляемые довоенными криминальными лидерами. Они терроризировали гражданское население и участвовали в контрабанде с сербской стороной. Данные группы были ликвидированы мусульманской армией в октябре 1993 года.

## Хронология осады

### 1992
1 марта 1992 года, в последний день референдума о независимости республики, в центре Сараева перед православной церковью группа вооружённых мусульман под руководством криминального лидера Рамиза Делалича расстреляла сербскую свадьбу, убив отца жениха Николу Гардовича и ранив священника Раденко Миковича. Существует версия, согласно которой атаку спровоцировало наличие у свадебной процессии сербского народного флага. Сербы поставили в городе ряд баррикад, выдвинув требования провести расследование и наказать виновных. Это событие они восприняли как начало антисербских действий. Боснийские мусульмане также поставили баррикады в городе. В произошедших перестрелках с обеих сторон погибли четыре человека. Сербские и мусульманские политики выступили с призывами к мирному диалогу. Республиканским МВД было проведено расследование, которое назвало виновного в нападении на свадьбу. Им был известный сараевский бандит Рамиз «Чело» Делалич, связанный с военизированным крылом мусульманской Партии демократического действия Алии Изетбеговича. Однако к ответственности за нападение Делалич привлечён не был. Расстрел свадьбы совпал по времени с референдумом о независимости БиГ, который негативно восприняли боснийские сербы, желавшие остаться в составе Югославии. В силу этого сербские баррикады в Сараеве мусульмане восприняли как демонстрацию силы сербами.
В марте мусульмане начали снайперскую войну против сербов и офицеров ЮНА. 12 марта ими была произведена попытка блокировать штаб 2-й Военной области в Бистрике, а 23 марта произошло первое нападение. 4—5 апреля шли бои между сербами и мусульманами, сотрудниками республиканского МВД. Милиционеры-сербы атаковали отделения милиции и училище МВД. При этом погибло два милиционера-мусульманина и один мирный житель. В Боснии и Герцеговине на следующий день было объявлено чрезвычайное положение. Для разделения конфликтующих сторон командование ЮНА задействовало батальон 49-й механизированной бригады. В результате вмешательства армии бой прекратился, однако мусульмане обвинили федеральную армию в агрессии. 6 апреля неизвестные обстреляли мирную демонстрацию у отеля «Холидей Инн», в котором располагалась Сербская демократическая партия. Погибли Суада Дилберович и Ольга Сучич. Мусульмане обвинили в обстреле сербских снайперов и ворвались в здание отеля, арестовав шестерых человек, которых посчитали снайперами, и разгромив штаб-квартиру СДП в отеле. Радован Караджич позднее отрицал причастность сербской стороны к стрельбе и утверждал, что обстрел демонстрации вёлся с других зданий, а не с крыши гостиницы. 11 апреля политические партии БиГ, включая и СДП, подписали Декларацию о едином Сараеве. 12 апреля на Мирной конференции в Лиссабоне сербская делегация предложила Алие Изетбеговичу переговоры о полном прекращении огня, особенно в Сараеве. Соглашение об этом было подписано 13 апреля при участии международных посредников, однако не было выполнено мусульманской стороной. 22 апреля артиллерия мусульман обстреляла сербский пригород — Илиджу. В ответ сербская артиллерия нанесла удар по Бутмиру, Храснице и Соколович-Колонии. 30 апреля югославская армия была провозглашена оккупационной.
2—3 мая формирования боснийских мусульман начали общее нападение на югославскую армию в Сараеве, которая в ходе атак понесла ощутимые потери. Были атакованы объекты и патрули армии. 3 мая, вопреки договоренностям между армейским командованием и правительством БиГ, мусульманские формирования атаковали колонну, в которой из города эвакуировался штаб 2-й Военной области.
16 мая члены военизированных отрядов мусульман провели резню в Пофаличах — пригороде Сараева, населённом преимущественно сербами и бывшем под контролем мусульманских отрядов. Ещё в апреле ими были установлены контрольно-пропускные пункты в Пофаличах, которые запрещали проход сербам. В результате нападения 16 мая количество жертв составило до 200 человек, 3000 сербов бежали из Пофаличей. Те, кто не успел бежать, попали в лагеря, где позднее были убиты. Были сожжены 500 домов, принадлежавших сербам.
27 мая в центре Сараева произошёл взрыв на улице Васы Мискина, в результате чего погибли, по разным данным, от 16 человек до 19 человек, 157 были ранены. Организаторы остались неизвестными, по утверждению сербской стороны, не было проведено расследования инцидента, однако Совет безопасности ООН посчитал ответственной сербскую сторону и принял резолюцию о введении санкций против СРЮ и расширения мандата СООНО на Боснию и Герцеговину.
8 июня мусульманские отряды предприняли первую попытку деблокады города. Они одновременно атаковали четыре высоты, доминирующие над центром города: хребет Моймило на юго-западе, холмы Враче и Видиковац на юго-востоке и гору Жуч на северо-западе. Благодаря внезапности атаки им удалось захватить их, однако при поддержке массированного артиллерийского огня сербы начали контрнаступление. В итоге за мусульманами остался только хребет Моймило, прикрывавший от снайперского огня юго-западную часть города. 15 июня генсек ООН Бутрос Бутрос-Гали сообщал, что мусульмане используют свою артиллерию «для расширения пределов контролируемой ими территории, в то время как боснийские сербские силы продолжали использовать свою собственную артиллерию для обстрела города Сараево». В июне сербы передали аэропорт города под контроль миротворцев ООН. 29 июня над ним был поднят флаг ООН и приземлился первый самолёт, на борту которого была гуманитарная помощь. Однако из-за боев близ аэропорта он периодически закрывался и открывался только после переговоров.
23 августа в результате миномётного обстрела в городе погибли 22 человека, около 100 получили ранения. 14 сентября произошёл очередной сильный обстрел, погибли и получили ранения около 20 человек. Во время обстрелов и городских боев с 29 по 31 октября 31 человек погиб, 118 были ранены.
В начале декабря стороны провели ряд наступлений. Сербы атаковали западные пригороды Сараева: Отес и Ступ, которые оборонялись ХСО и АРБиГ. К 6 декабря сербам удалось немного потеснить мусульманско-хорватские отряды, но 7 декабря наступление начали мусульмане. Его целями были господствующие над центром города высоты: холм Жуч на северо-западе и часть горы Требевич на юго-востоке. Несмотря на значительные потери и отсутствие артиллерийской поддержки мусульманам удалось занять большую часть Жуча и высоту Видиковац на горе Требевич. Сербы смогли отбить Требевич, однако на Жуче закрепились бойцы АРБиГ, что лишало армию РС возможности атаковать северные районы Сараева.

### 1993
В феврале—марте 1993 года сербы провели наступление на Азичи и Ступ. Азичи перешли под их контроль, однако Ступ остался за мусульманами.
В начале июля Сараевско-Романийский и Герцеговинский корпуса армии боснийских сербов предприняли масштабную операцию в районе Трнова. Её целями было расширение коридора, связывающего Герцеговину с остальной частью Республики Сербской, ликвидация коридора между мусульманским анклавом в Горажде и другими мусульманскими территориями и возможное взятие под контроль горы Игман, в случае чего Сараево оказывалось в полном окружении. Ударная группировка сербских сил насчитывала до 10 000 бойцов. Им противостояло такое же количество солдат мусульманской армии. В ходе ожесточённых боев боснийские сербы добились выполнения поставленных целей. Под контроль сербских войск также перешли горы Игман и Белашница. Однако под давлением западных дипломатов, угрожавших бомбардировками со стороны НАТО, Караджич согласился на отвод сербских сил с этих гор и размещение там миротворцев ООН.
В сентябре командование АРБиГ усилило давление на хорватскую бригаду «Король Твртко» численностью 1500 человек под командованием Шалко Желича. Бригада держала фронт в два километра вдоль северного берега реки Миляцка и входила в состав Хорватского совета обороны. Мусульманский генералитет потребовал от бригады сдать оружие и войти в состав мусульманского 1-го корпуса. Желич отказал, назревающий конфликт предотвратило вмешательство Алии Изетбеговича.
В конце октября мусульманская армия провела операцию «Требевич-1», направленную против криминальных полевых командиров «Чело» Делалича и «Цацо» Топаловича. Длительное время власти закрывали глаза на их преступления, однако новый командующий Расим Делич стремился укрепить дисциплину, что предусматривало ликвидацию военизированных банд. Операция началась 26 октября, к участию в ней были привлечены около 3000 солдат и полицейских. Мушан Топалович успел взять в плен и казнить нескольких спецназовцев, однако затем был схвачен. Рамиз Делалич взял в заложники 25 мирных жителей, но позднее отпустил их и сдался. Всего во время операции погибли примерно 20 человек, среди них 6 были гражданскими лицами. Параллельно с атакой на лидеров банд была проведена операция «Требевич-2» против бригады «Король Твртко». Её командование было арестовано, а бригада разоружена и расформирована. 6 ноября мусульманское командование назначило бригаде лояльного себе командира — Неделько Верая, а бригаду включило в состав 1-го корпуса. От её изначального состава осталась только половина бойцов.

### 1994
5 февраля на рынке Маркале взорвалась 120-мм артиллерийская мина. Погибло 68 человек и 144 было ранено. После трагедии НАТО предъявила боснийским сербам ультиматум, заявив о возможности нанесения воздушных ударов в том случае, если сербы не уберут своё тяжёлое вооружение из района Сараева. Возникший кризис привёл в конечном счёте к уступкам сербов, и военная операция НАТО не состоялась.
18 сентября мусульмане провели неожиданную атаку со стороны Грдони на пригород Седреник к северо-востоку от города. Им удалось потеснить сербов, но к 20 сентября те вернули большую часть утраченных позиций.

### 1995
28 августа 1995 года на рынке Маркале произошла серия взрывов, вызванных падением пяти артиллерийских мин. Погибло 37 человек, 90 было ранено. Снова было выдвинуто требование о выводе тяжёлых вооружений сербов из-под Сараева; когда требование было проигнорировано, 30 августа блок НАТО начал военную операцию «Обдуманная сила», заключавшуюся в воздушных бомбардировках и артиллерийских обстрелах позиций армии боснийских сербов.

## Гуманитарная ситуация в городе во время осады
Во время осады в городе сложилась крайне напряжённая гуманитарная обстановка. 9 июля 1993 года Верховный комиссар ООН по делам беженцев Садако Огата отмечала, что в Сараеве более 300 000 людей находятся на грани жизни и смерти, причём угроза жизни была не только со стороны сербских обстрелов, но и от голода и болезней. В городе происходили ограбления квартир, их самовольный захват. В частности, была занята квартира известного кинорежиссёра Эмира Кустурицы, который покинул Сараево. Население города страдало также от нехватки воды и электричества, снабжение которого восстанавливали инженеры коммуникационных служб миротворцев ООН. Миротворцами в город были доставлены тысячи тонн продовольствия, медикаментов, одежды, горючего, строительных материалов.
По приказу правительства, город могли покидать только старики и дети в конвоях, организованных ООН. Списки для выезда составлялись властями, причём конвои часто откладывались или не ходили. Трудоспособное население города должно было исполнять трудовую повинность или служить в мусульманской армии. При этом сербам и хорватам покидать город было запрещено.
Город ежедневно обстреливался сербской артиллерией. Обстрелы Сараева продолжались с весны 1992 года по февраль 1994 года и нанесли городу огромный ущерб. По городу выпускалось в среднем 329 снарядов в день, максимальное количество (3777 снарядов) было выпущено 22 июля 1993 года. По оценкам правительства Боснии и Герцеговины, было уничтожено свыше 10 000 квартир и ещё свыше 100 000 повреждено. Наиболее часто обстреливались больница Kosevo, редакции СМИ, объекты общественного транспорта, здания парламента и правительства, пивоварня, мельница и пекарня, спортивные и промышленные объекты, торговые центры и другое. Во время осады погибло или пропало без вести около 10 000 горожан, включая свыше 1500 детей. В кладбища были превращены парки и стадионы. Ранено было 56 000 горожан, включая почти 15 000 детей.
Делегат Специального представителя Генерального секретаря ООН в Сараеве Виктор Андреев вспоминал, что город постоянно подвергался минометным и артиллерийским обстрелам, было прекращено газоснабжение, из магазинов исчезли продукты. В то же время боснийское руководство запрещало жителям покидать город.

### Сараевский туннель
В 1993 году тайно был вырыт туннель (босн. Tunel spasa) длиной 760 метров. Строительство тоннеля было завершено 30 июня когда два туннеля встретились в середине, использование тоннеля началось на следующий день 1 июля. Туннель использовали для снабжения боснийских вооруженных сил, в том числе продукты питания, топливо, газеты и оружие, до 30 тонн ежедневно. Каждый день до 4000 боснийских, солдат ООН (а также гражданских лиц) могли пройти через туннель. Оба входа находились под охраной боснийских войск. В дальнейшем проложили железнодорожные пути и использовались небольшие вагоны вместимостью 400 кг. В окончательном виде тоннель имел освещение, откачку грунтовых вод, нефтепровод, были проведены электрические кабели и телефонные линии связи.

## Военные жертвы и преступления против мирных лиц

### Потери и жертвы боснийских мусульман и хорватов
Потери боснийских мусульман в ходе осады города составили 6110 солдат и 3389 гражданских лиц. Потери боснийских хорватов составили 67 солдат и 682 гражданских.
Во время осады Сараева сербские военные и паравоенные формирования совершили ряд преступлений против мирного населения. Данные преступления фигурировали в качестве обвинений на процессах Международного трибунала по бывшей Югославии против сербских генералов Станислава Галича и Драгомира Милошевича. Помимо них за преступления против мусульман и хорватов в Сараеве боснийским судом был осуждён Веселин Влахович. По мнению профессора Смаила Чекича, со стороны сербов в Сараеве имел место геноцид несербского населения. Международный трибунал предъявил генералу Ратко Младичу обвинение в том, что подчинённые ему сербские силы, занимавшие возвышенности вокруг города, обстреливали Сараево и в том числе с помощью снайперского огня целенаправленно убивали, ранили и терроризировали гражданское население.

### Потери и жертвы боснийских сербов
С сербской стороны в боях за Сараево и его пригороды погибли 2229 сербских солдат и 1368 гражданских лиц.
В городе против сербов действовали от 10 до 15 вооружённых групп. Среди лидеров таких отрядов был Юсуф «Юка» Празина, довоенный криминальный авторитет. 
По данным боснийской газеты «Дани», за время осады города несколько сотен сербов в городе были убиты из-за своего этнического происхождения. После войны были эксгумированы тела примерно 400 сербов, однако, по утверждению мусульманской стороны, среди них были в том числе и умершие от естественных причин или сербских обстрелов. Председатель Сербского гражданского веча Боснии и Герцеговины Мирко Пеянович отметил, что из почти 12 000 погибших в Сараеве четверть жертв были сербы. По его словам, положение сербов в городе улучшилось после того, как регулярная мусульманская армия провела операцию по борьбе с криминальными отрядами в своих рядах, в результате чего была уничтожена банда Мушана Топаловича, совершавшая преступления по отношению к гражданскому населению. По данным президента Республики Сербской Милорада Додика, всего за годы войны из Сараева и окрестностей были вынуждены бежать 150 000 сербов.
За казни сербов Военный суд округа Сараево в декабре 1994 года осудил 14 человек.
В 1997 году сараевская газета «Дани» начала публиковать первые судебные досье об убийствах сараевских сербов во время войны и пытках, проводимых над ними солдатами 10-й горной бригады под командованием Мушана «Цацо» Топаловича. Тела погибших были обнаружены в шахте Казани.
Помимо частных тюрем в Сараеве для сербов существовали и правительственные тюрьмы и лагеря. По утверждению боснийской прокуратуры, в них отправляли как военнопленных, так и гражданских лиц. Среди них известны окружная тюрьма в переоборудованной казарме ЮНА «Виктор Бубань» и лагерь «Силос». В «Силосе» содержались не только сербы. Согласно воспоминаниям бывших заключённых лагеря из числа членов Хорватских оборонительных сил, в «Силос» они были отправлены за отказ участвовать в убийствах сербов, а по утверждению сербской стороны, о существовании лагеря знало и высшее политическое руководство боснийских мусульман.